# 震積岩

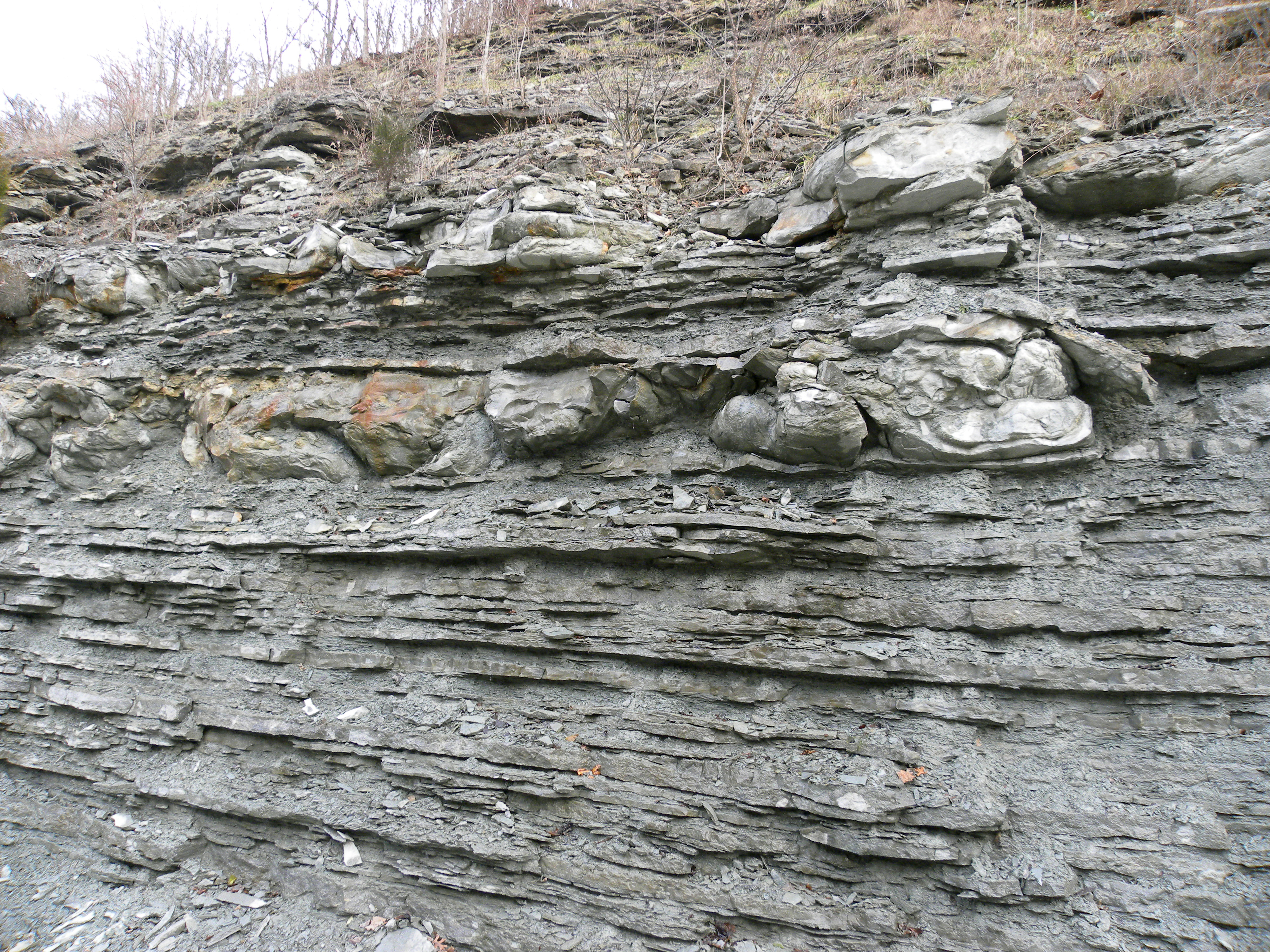
Upper Ordovician of northern Kentucky中的震積岩

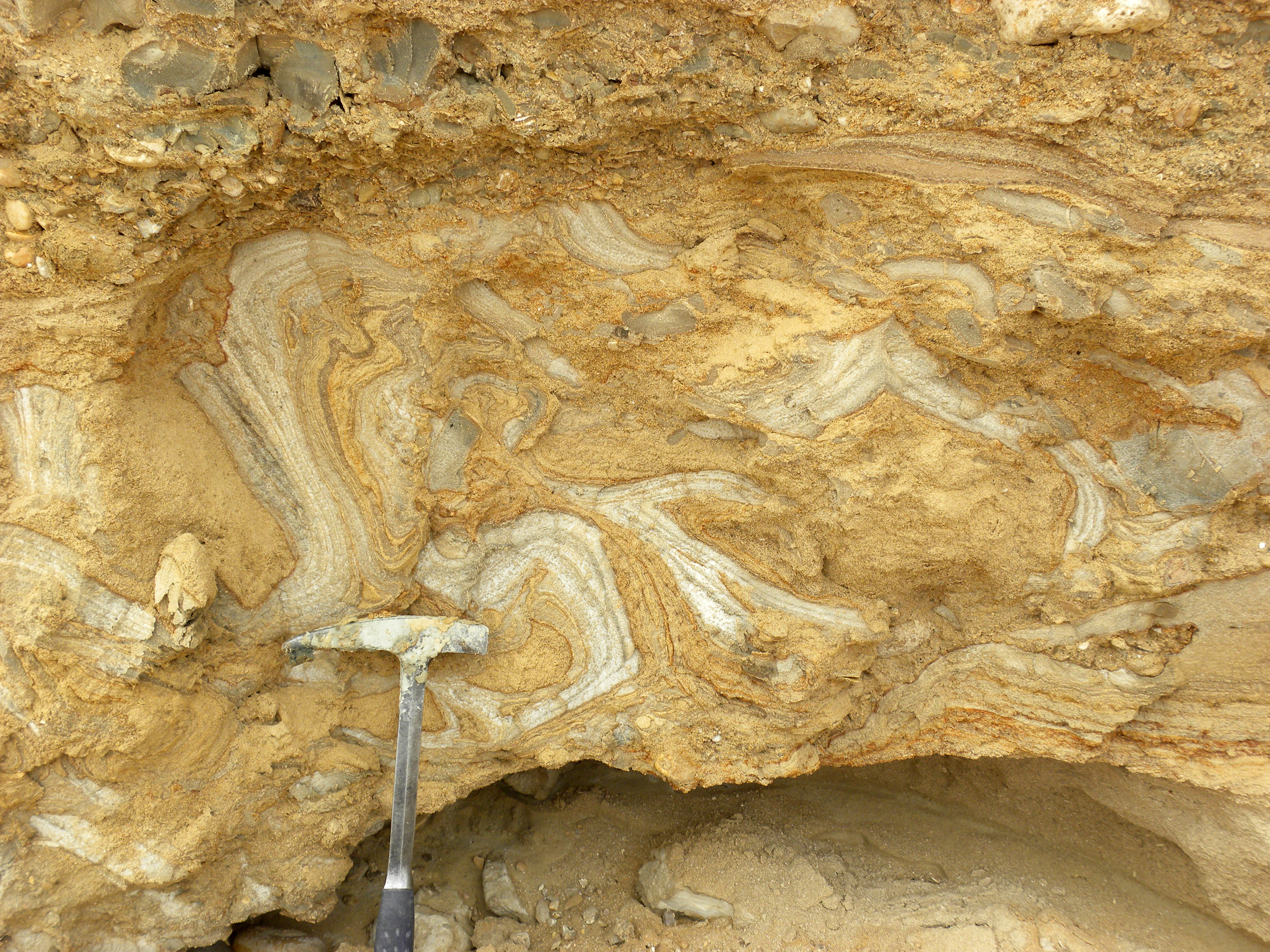
Dead Sea basin, 中的震積岩

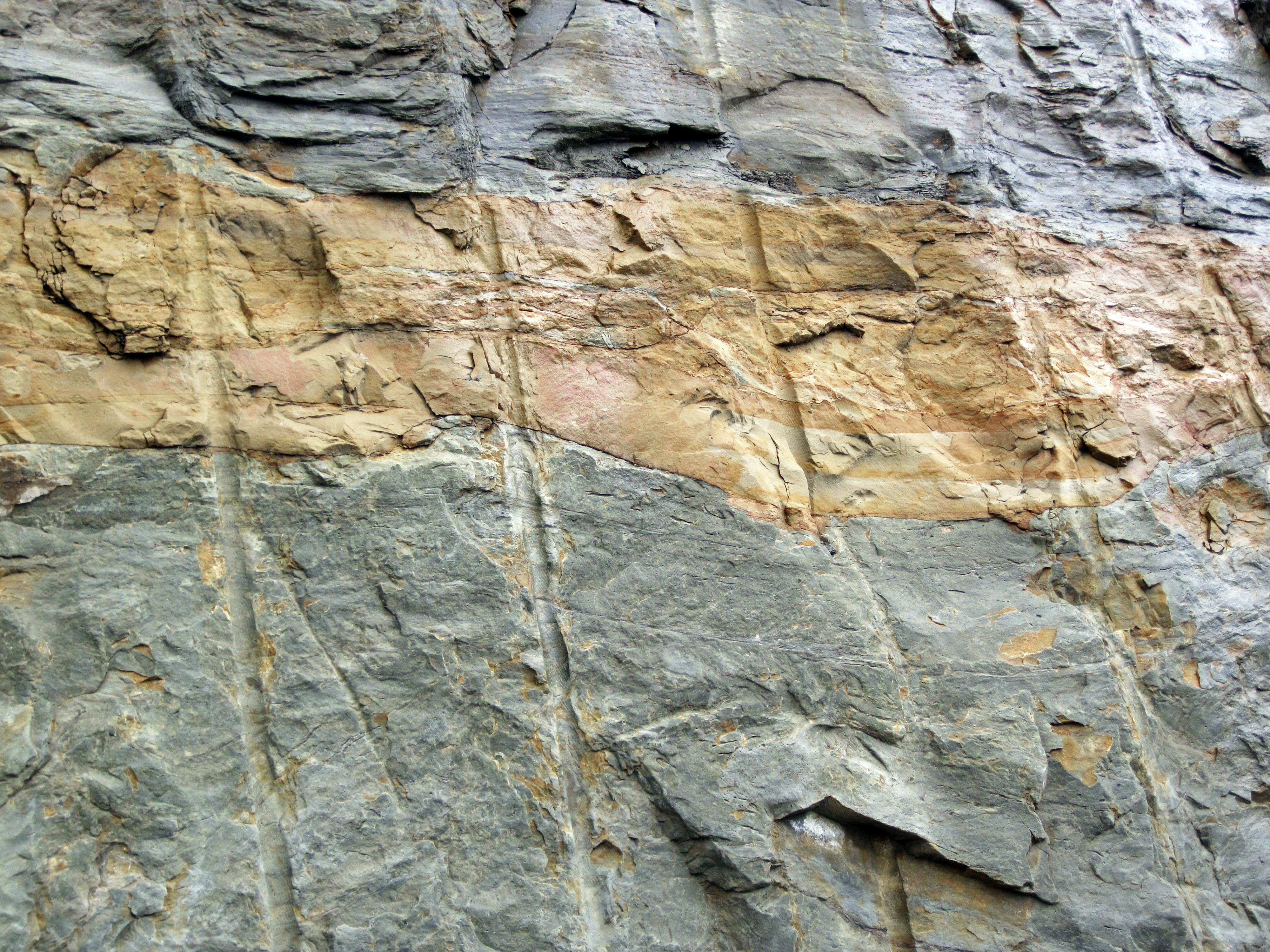
Borden Formation中的震積岩

震積岩（英語：Seismites）是因地震而變形的沉積結構。德國古生物學家阿道夫·塞拉赫於1969年首次使用此詞來描述地震變形層。現今，此詞用於沉積層和由震動形成的軟沉積物變形結構，包括超出層內的結構例碎屑岩脈或砂火山。
在野外現場觀察時，請務必小心，避免與相似的非地震擾動沉積結構混肴。區分震積岩與其他軟沉積物變形的特徵已有報導 。但正式的、標準化的系統尚未開發出來。
地質學家利用震積岩與其他證據，研究一個地區的地震歷史。如果能確定地震的年齡和分佈，則可以評估地震災害風險  。